# Öppna landskap
Öppna Landskap (deutsch: Offene Landschaften) ist ein schwedisches Sommerlied von Ulf Lundell. Als Grundlage für das Lied nahm Lundell das Frühlingslied Hör hur västvinden susar von Lars August Lundh. Es ist der zweite Track auf Lundells Studioalbum Kär och galen von 1982.
Der Text beschreibt in romantischer und teilweise leicht selbstironischer Weise die schwedische Natur und bestimmte schwedische Eigenheiten, zum Beispiel dass man es liebt, einen großen Teil seines Lebens in Abgeschiedenheit in der freien Landschaft oder am Meer zu verbringen, aber auch – obwohl gesetzlich verboten –  selbst Schnaps zu brennen.
Das Stück wurde in Schweden bereits sehr oft gecovert, unter anderem von der Dansband Curt Haagers (1982) und der bekannten Vikingrockband Ultima Thule (1994). Es wird oft als Schwedens inoffizielle Nationalhymne bezeichnet. Jedoch kommt, genau wie in den zu offiziellen Anlässen gesungenen ersten zwei Strophen der amtlichen Hymne Du gamla, du fria, der Begriff Sverige (Schweden) nicht vor.
Weil die schwedische Hitparade Svensktoppen zwischen 1982 und 1985 eingestellt war, hatte das Lied dort keine Wertung. Bei einer Hörerwahl im Jahr 2017 wurde es aber mit Abstand zum beliebtesten Lied aus jenen Jahren gewählt.